# Fani Willis
Fani Taifa Willis (Inglewood, 1971) è un magistrato e avvocato statunitense. È la procuratrice distrettuale della Contea di Fulton, nello Stato della Georgia, che comprende la maggior parte della capitale Atlanta. È la prima donna a ricoprire questa carica

## Biografia
Willis è nata a Inglewood, in California. Suo padre era un membro delle Pantere Nere e un avvocato difensore penale. Quando Willis era in prima elementare, la sua famiglia si trasferì a Washington. I suoi genitori divorziarono e sua madre alla fine tornò in California. Willis rimase per lo più con suo padre. Ha studiato scienze politiche alla Howard University, laureandosi con lode nel 1993, poi si è trasferita ad Atlanta per frequentare la Emory University School of Law, laureandosi nel 1996 con un Juris Doctor.
Ha trascorso 16 anni come pubblico ministero nell'ufficio del procuratore distrettuale della contea di Fulton. Il suo caso più importante è stato il procedimento giudiziario contro lo scandalo di frode delle scuole pubbliche di Atlanta. Willis, all'epoca assistente procuratore distrettuale, è stata procuratore capo nel processo del 2014-2015 contro dodici educatori accusati di aver corretto le risposte inserite dagli studenti per gonfiare i punteggi dei test standardizzati amministrati dallo stato. Undici dei dodici sono stati condannati per racket ai sensi dello statuto RICO della Georgia nell'aprile 2015.
Nel 2018 ha intrapreso la libera professione. Quell'anno si candidò per un seggio alla Corte Superiore della contea di Fulton e perse. Nel 2019 Willis è diventata giudice municipale capo di South Fulton, Georgia.

### Procuratrice distrettuale della contea di Fulton
Nel 2020, Willis è stata eletta procuratrice distrettuale per la contea di Fulton, sconfiggendo Paul Howard Jr., presidente in carica per sei mandati e suo ex capo. In questo ruolo è nota per aver utilizzato con successo lo statuto RICO della Georgia per perseguire soggetti non mafiosi, e, dal 2023, utilizza lo stesso statuto per perseguire l'ex presidente Donald Trump e 18 presunti co-cospiratori.

## Indagini su Donald Trump
Dopo 2 anni d'indagini, il 14 agosto 2023 Willis ha annunciato l'incriminazione dell'ex Presidente Donald Trump, insieme ad altri tra cui l'ex Sindaco di New York Rudy Giuliani e l'ex Capo di Gabinetto della Casa Bianca Mark Meadows, per aver cospirato illegalmente nel tentativo di ribaltare le elezioni presidenziali del 2020 nello Stato della Georgia, vinta per meno di mezzo punto percentuale dal democratico di Joe Biden.
In una conferenza stampa Willis ha detto di aver basato le sue decisioni "solo sui fatti e sulla legge" e che chiederà l'avvio del processo entro 6 mesi. Per l'ex Presidente Trump l'incriminazione in Georgia è la quarta, dopo quella nello Stato di New York e le due a livello federale.La corte d'appello della Georgia, negli Stati Uniti, ha stabilito che la procuratrice Fani Willis va rimossa dal caso in cui Donald Trump è accusato di aver tentato di sovvertire i risultati delle elezioni presidenziali statunitensi del 2020 nello stato. È probabile che contro la decisione sarà presentato un ricorso ma, se non sarà accettato, il processo contro Trump potrebbe essere archiviato. Willis, procuratrice distrettuale della contea di Fulton, è stata rimossa in quanto per un periodo aveva avuto una relazione con Nathan Wade, un procuratore che lei stessa aveva assunto per gestire l’accusa contro Trump.
Il caso era sospeso da giugno, in attesa della decisione della corte di appello annunciata giovedì. A marzo un tribunale della Georgia aveva permesso a Willis di continuare a seguire il caso, a condizione che Wade fosse rimosso dal caso. La corte di appello ha invece deciso di escludere anche Willis.

## Vita privata
Il giorno in cui ha sostenuto l'esame di avvocato in Georgia, Willis ha incontrato Fred Willis, che stava svolgendo un lavoro extra come videografo. Si sono sposati nel 1996 e hanno avuto due figlie. Hanno divorziato nel 2005.

Su sua spontanea ammissione, dal 2022 intrattiene una relazione con Nathan Wade, il collega lautamente pagato per istruire l’inchiesta contro Donald Trump, accusato di aver tentato di ribaltare il voto in Georgia nel 2020. Processo che rischia ora di saltare a causa del conflitto di interessi fra i due e per aver utilizzato parte del compenso ricevuto ($.500’000.—) per viaggi e vacanzette di coppia.